# 伊本·巴瓦卜
伊本·巴瓦卜（阿拉伯语：‎，羅馬化：Ibn al-Bawwāb, ？—1022年）是阿拉伯帝国阿拔斯王朝的一位伊斯兰书法家，他在誊抄体的基础上加以改进，创造出了学者体及其缩写版的雷哈尼体。